# Poppiana dentata
Poppiana dentata es una especie de cangrejo de la familia Trichodactylidae. Nativa de América del Sur, se encuentra especialmente en la cuenca del Orinoco.